# Sonia Martínez Herrero
Sonia Martínez Herrero (Logroño, 16 de agosto de 1987) es una bióloga e investigadora española.

## Trayectoria
Martínez es licenciada en Biología y Doctora en con mención internacional en Ciencias de la Salud por la Universidad Pública de Navarra (UPNA) en 2017. Durante un año, trabajó como investigadora postdoctoral en el Consejo Superior de Investigaciones Científicas (CSIC), luego como investigadora postdoctoral en el grupo Microbiota-Gut-Brain Axis y Marie Curie Postdoctoral Fellow en el grupo Host-Microbe dialogue en la Universidad Colegio Cork en Irlanda. En 2011, realizó un Máster Internacional en Psicobiología y Neurociencia Cognitiva en la Universidad Autónoma de Barcelona (UAB), y del 2013 al 2014 realizó un segundo Máster Oficial en Investigación Biomédica de la UPNA.
Realizó una investigación en el Centro de Investigación en Oncobiología y Oncofarmacología (C.R.O.2) de Marsella La Timone perteneciente al Instituto Nacional Francés de Salud e Investigaciones Médica (INSERM) en 2015 cuya estancia supervisó el Dr. L'Houcine Ouafik y realizó un trabajo de investigación en el Centro de Investigaciones Biomédicas de La Rioja (CIBIR) en la unidad de Angiogénesis. Las investigaciones de Martínez Herrero han estado centradas en la oncología, en el área del cáncer colorrectal, la fisiopatología gastrointestinal y la microbiota y participó en distintos proyectos como Investigadora Científica Predoctoral.
Obtuvo el grado de Doctora cum laude por la Universidad Pública de Navarra tras la defensa de su tesis internacional ‘Generación y caracterización de ratones knockout inducibles para adrenomedulina’ la cual defiende que este modelo de ratón supone un nuevo modelo de estudio mucho más fiables que los usados anteriormente para estudiar las funciones de esta hormona. llegó a obtener la máxima calificación por parte del tribunal. Uno de los miembros del jurado era el profesor de la Universidad de Oxford, dicha tesis la defendió en inglés.
Martínez recibió la beca "Stop Fuga de Cerebros " para buscar una nueva línea de investigación con el objetivo de encontrar más herramientas para el diagnóstico temprano del cáncer de páncreas y desarrollar una herramienta capaz de predecir la respuesta de este tumor a los tratamientos de quimioterapia. Ha realizado varias publicaciones centradas en la investigación científica.

## Reconocimientos
En 2005, fue reconocida con el premio extraordinario de Bachillerato adjudicado por el Gobierno de la Comunidad Autónoma de La Rioja y en 2013 se le otorgó la beca para alumnos de niveles postobligatorios concedida por el Ministerio de Educación Cultura y Deporte. En 2016 recibió por la Junta Provincial de la Asociación Española Contra el Cáncer de La Rioja la Beca de Ayudas predoctorales en Oncología APRO. Y en 2019 la beca Marie Skłodowska-Curie Individual Fellowship financiada por la Comunidad Europea.
En 2019, junto con otros autores, se le concede una patente para el uso de un inhibidor de la adrenomedulina para la fabricación de un fármaco útil en la prevención y el tratamiento de enfermedades que reducen la densidad ósea.